# Tidernas agent
Tidernas agent (engelska: On the Fiddle) är en brittisk krigsfilm från 1961 i regi av Cyril Frankel.
Filmen baseras på R.F. Delderfields roman Stop at a Winner.

## Handling
Fifflaren Horace Pope luras att ta värvning vid Royal Air Force under andra världskriget. Väl på plats gör han sitt bästa för att undvika strid och istället tjäna lite pengar på situationen.

## Rollista i urval
- Alfred Lynch - Horace Pope
- Sean Connery - Pedlar Pascoe
- Cecil Parker - kapten Bascombe
- Wilfrid Hyde-White - Trowbridge
- Stanley Holloway - Cooksley
- Kathleen Harrison - Mrs Cooksley
- Eleanor Summerfield - Flora McNaughton
- Eric Barker - doktorn
- Terence Longdon - luftvärnssoldat
- Alan King - sergeant Buzzer
- Ann Beach - Iris
- John Le Mesurier - Hixon
- Victor Maddern - flygsoldat
- Harry Locke - Huxtable
- Jack Lambert - polis
- Miriam Karlin - sergeant i WAAF
- Bill Owen - korpral Gittens
- Harold Goodwin - korpral Reeves
- Barbara Windsor - Mavis
- Graham Stark - sergeant Ellis